# モラクセラ・イクイ
モラクセラ・イクイ（Moraxella equi）はプロテオバクテリア門ガンマプロテオバクテリア綱シュードモナス目モラクセラ科モラクセラ属の種の一つであり、馬の目から分離されたグラム陰性細菌である。